# Psammoscene
Psammoscene es un género de foraminífero bentónico de estatus incierto, aunque considerado un sinónimo posterior de Schizammina de la familia Schizamminidae, de la superfamilia Astrorhizoidea, del suborden Astrorhizina y del orden Astrorhizida. Su especie tipo era Psammoscene craterula. Su rango cronoestratigráfico abarcaba el Holoceno.

## Discusión
Clasificaciones previas incluían Psammoscene en el suborden Textulariina del orden Textulariida.

## Clasificación
Psammoscene incluía a la siguiente especie:
- Psammoscene craterula